# ادریال (بازیکن فوتبال)
ادریال (انگلیسی: Adriel؛ زادهٔ ۲۲ مهٔ ۱۹۹۷) بازیکن فوتبال اهل برزیل است.
از باشگاه‌هایی که در آن بازی کرده‌است می‌توان به باشگاه فوتبال گاینار توتوری اشاره کرد.